# День велосипеда
Де́нь велосипе́да (англ. Bicycle Day) — 19 апреля 1943 года, дата, когда химик Альберт Хофман первым из людей преднамеренно принял ЛСД. Впоследствии выражение «День велосипеда» вошло в популярную культуру и стало нарицательным. Cуществуют инициативы, связанные с пропагандой наркотической субкультуры, по ежегодному празднованию этой даты. Причём они совсем не обязательно связаны с употреблением психоактивного препарата.

## История
16 апреля 1943 года Хофман случайно, ещё не зная о действии диэтиламида, впитал некоторое количество вещества подушечками пальцев, ощутив ярко выраженный эффект от употребления вещества. Как он описывал его сам, «сон наяву». 19 апреля он преднамеренно принял 250 микрограмм ЛСД. Через некоторое время проявились симптомы, которые он уже ощущал ранее, — головокружение и беспокойство. Вскоре эффект стал настолько силён, что ученый не мог более составлять связные предложения. Наблюдаемый своим ассистентом, уведомлённым об эксперименте, Хофман отправился на велосипеде домой. Во время поездки он ощутил психоделические эффекты, тем самым сделав этот день датой первого в мире психоделического опыта под воздействием ЛСД.

## Описание эффекта
Эффекты от воздействия ЛСД Хофман позднее описал в книге «ЛСД — мой трудный ребёнок» (англ. LSD: My Problem Child). Он отметил, что субъективные ощущения (очень медленная езда) превалировали над объективными (высокая скорость движения). Дома на бульваре по дороге к дому стали напоминать объекты с картин Сальвадора Дали. Ему казалось, что здания покрылись мелкой рябью. А булыжники расползались, как жуки.
После того как Хофман добрался до дома, он попросил ассистента вызвать врача и попросить у соседа молока, которое он выбрал в качестве общего противоядия при отравлениях. Прибывший врач не смог найти у пациента никаких отклонений, кроме расширенных зрачков. Однако в течение нескольких часов Хофман находился в состоянии бреда: ему казалось, что он стал одержим демонами, что его соседка — ведьма, что мебель в его доме угрожает ему. После этого чувство тревоги отступило, ему на смену пришли разноцветные образы в форме кругов и спиралей, которые не пропадали даже при закрытых глазах. Также Хофман рассказывал, что звук проезжающего автомобиля воспринимался им в форме оптического образа. В итоге Альберт заснул, а утром чувствовал себя несколько уставшим, и весь день, по его словам, сенсорная чувствительность была усилена.
Испытанные эмоции Хофман описал как негативные переживания, что впоследствии позволило утверждать, что он пережил бэд-трип.

## В популярной культуре
В 1964 году американский психиатр Сидни Коэн опубликовал книгу The beyond within: The LSD story, в которой, в том числе, пересказал историю «Дня велосипеда». Впоследствии данная книга легла в основу нескольких выпусков научно-популярного сериала Everyman. Изображение мужчины на велосипеде, исполненное в психоделической стилистике, стало популярным в контркультуре. Особенно популярно в т. н. «blotter art» («искусство на промокашке») — изображениях, которые наносят на наборы «марок» с психоактивном веществом, либо имитирующие оные. В 2019 году иллюстратор Брайан Бломерт посвятил «Дню велосипеда» одноимённый комикс. В 2020 году компания Netflix выпустила документальный фильм «Хорошего трипа: Приключения под психоделиками». В нём об опыте употребления ЛСД рассказали Кэрри Фишер, Стинг, Шепард Фейри и многие другие. В фильме, в одной из анимационных вставок, также изображается история «Дня велосипеда».